# Clarenville
Clarenville – miasto w Kanadzie, w prowincji Nowa Fundlandia i Labrador. W 2006 r. miasto to na powierzchni 140,79 km² zamieszkiwało 5274 osób.